# نظرية الأمر الإلهي

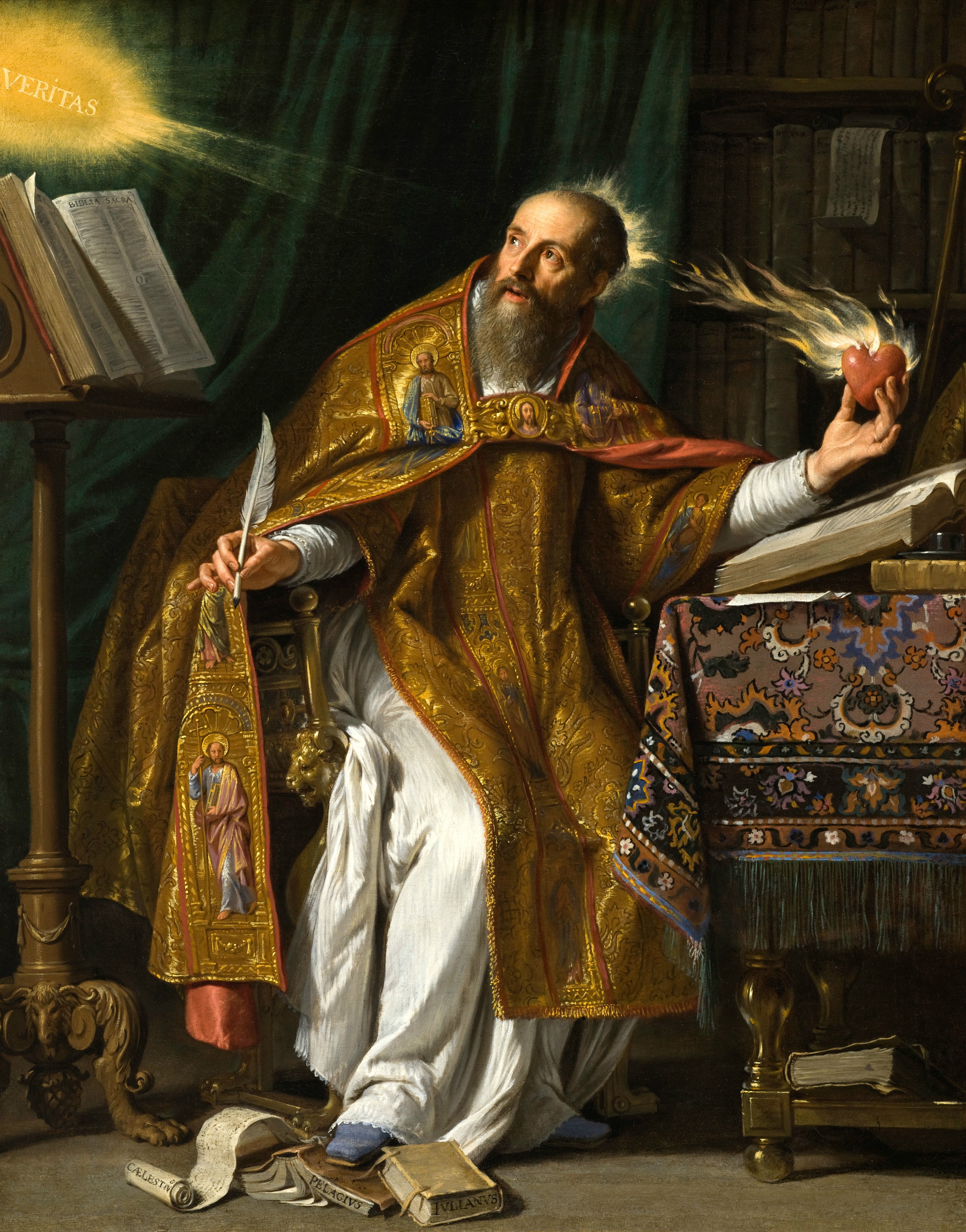
بورتريه للقديس أوغسطينوس أقدم دعاة نظرية الأمر الإلهي.

نظرية الأمر الإلهي (تُعرف أيضًا باسم الطوعية الإلهية) هي نظرية أخلاقية فوقية، تقترح هذه النظرية الفكرة القائلة إن الفعل الخير مرتبط أخلاقيًا في ما إذا كان الله قد أمر بالفعل أم لا. تؤكد النظرية على ارتباط ما هو أخلاقي بأوامر الله، وتقول بأن الشخص الأخلاقي هو من يتبع أوامر الله. سلم أتباع الأديان التوحيدية والشركانية مرارًا بدور أوامر الله في ترسيخ الأخلاق خلال العصور القديمة والحديثة.
طُرحت صيغ مختلفة عديدة لهذه النظرية؛ إذ قدمت العديد من الشخصيات التاريخية مثل القديس أوغسطينوس ودانز سكوطس ووليام الأوكامي وسورين كيركغور صيغًا مختلفة من نظرية الأمر الإلهي، وقدم روبرت ميريو آدمز مؤخرًا «نظرية الأمر الإلهي المعدلة» المستندة على مفهوم الخير الكلي لله إذ ربطت الأخلاق بالمفاهيم البشرية حول الصواب والخطأ. دفع بول كوبان بصحة هذه النظرية من وجهة نظر مسيحية، بينما اقترحت نظرية ليندا ترينكاوس زاغزيبسكي عن الدافع الإلهي فكرة ارتباط مصدر الأخلاق بدوافع الله وليس بأوامره.
طُرحت بعض التحديات الدلالية لنظرية الأمر الإلهي؛ إذ جادل الفيسلوف وليام وينرايت بأنه لا يوجد تطابق دلالي بين الأمر الإلهي والإلزامية الأخلاقية، ما يجعل تعريف الإلزامية أمرًا صعبًا برأيه. وجد وينرايت نقطة ضعف في النظرية، إذ تقول نظرية الأمر الإلهي أن معرفة الله أمر ضروري للوصول إلى الأخلاق ما يعني عدم أخلاقية الملحدين واللاأدريين. اعتمد آخرون على الأسس المنطقية الطورية في نقدهم للنظرية، فرأوا أن احتمالية ارتباط أمر الله وأخلاقياته في هذا العالم لا يعني ارتباطهم في العوالم الأخرى بالضرورة. إضافة إلى ذلك، طرحت «معضلة يوثيفرو» التي قدمها أفلاطون لأول مرة (في إطار الدين اليوناني الشركاني) تهديدًا إما بترك موضوع الأخلاق للنزوات الإلهية أو بالطعن في القدرة الكلية لله. انتُقدت نظرية الأمر الإلهي لتعارضها الظاهري مع مبدأ القدرة الكلية لله والاستقلال الذاتي الأخلاقي والتعددية الدينية، على الرغم من محاولات بعض العلماء العديدة في الدفاع عن النظرية ضد هذه التحديات.

## الشكل العام
طرح بعض الفلاسفة مثل وليام الأوكامي، والقديس أوغسطينوس، ودانز سكوطس، وجون كالفين صيغًا مختلفة عديدة لنظرية الأمر الإلهي. تنص النظرية عمومًا على أنه لا وجود للحقيقة الأخلاقية بمعزل عن الله وأن الأوامر الإلهية هي من تحدد الأخلاق. جزمت الصيغ الأقوى للنظرية بأن السبب الوحيد الكامن وراء أخلاقية أي فعل جيد هو أمر الله، بينما اعتبرت الصيغ المختلفة الأضعف الأمر الإلهي عنصرًا أساسيًا في إطار سبب أعظم. تؤكد النظرية على اعتبار الأفعال الجيدة خيرة أخلاقيًا لأنها أمر إلهي، إذ يوافق العديد من المؤمنين الدينيين على شكل من أشكال نظرية الأمر الإلهي. وبالنظر إلى هذه الفرضيات، يؤمن الملتزمون دينيًا أن الالتزام الأخلاقي هو طاعة لأوامر الله؛ الصواب الأخلاقي هو ما يريده الله.
تظهر نظرية الأمر الإلهي في أخلاقيات العديد من الأديان الحديثة مثل اليهودية والإسلام والبهائية والمسيحية، وتُعتبر هذه النظرية جزءًا من العديد من الأديان متعددة الآلهة الأقدم. شاع في أثينا القديمة أن الحقيقة الأخلاقية مرتبطة بالأوامر الإلهية بشكل مباشر، وأن الأخلاق جزء لا يتجزأ من التقوى الدينية. لا تنطوي المسيحية على نظرية الأمر الإلهي، لكنها مقترنة بها. يرى المسيحيون هذه النظرية معقولة، وذلك لأن التصور المسيحي التقليدي لله باعتباره خالق الكون متوافق مع الفكرة القائلة بأن الله هو خالق الحقائق الأخلاقية. تدعم الرؤية المسيحية القائلة بأن الله قدير نظرية الأمر الإلهي، إذ تتوافق الرؤية مع فكرة خلق الله للحقائق الأخلاقية، بينما تبدو فكرة وجود الحقائق الأخلاقية بمعزل عن الله فكرة منافية للقدرة الكلية لله.

### أوغسطينوس
طرح القديس أوغسطينوس صيغة من نظرية الأمر الإلهي، إذ اعتبرت صيغته الأخلاق بمثابة سعي للوصول إلى الخير الأسمى الذي يحقق السعادة الإنسانية. قال إن سبيل تحقيق هذه السعادة هو حب البشر للأشياء الجديرة بالحب الإنساني بطريقة صحيحة؛ ما يقتضي حب البشر لله الذي يتيح لهم حب الأشياء الجديرة بالحب بصورة صحيحة. اقترحت أخلاقيات أوغسطينوس أن حب البشر لله يساعدهم في توجيه حبهم بصورة تفضي إلى الشعور بالسعادة والإنجاز الإنسانيين. دعم أوغسطينوس وجهة نظر أفلاطون القائلة بأن الروح المتناسقة هي نتيجة مستحبة للأخلاق. ومع ذلك، لم يتفق مع أفلاطون في اعتقاده بأن بلوغ الروح المتسقة له هدف أسمى؛ الحياة وفقًا لأوامر الله. نظر أوغسطينوس إلى الأخلاق على أنها اتكالية، إذ اعتبرها ملبية لسلطة عليا (الله) وغير متمتعة باستقلال ذاتي.

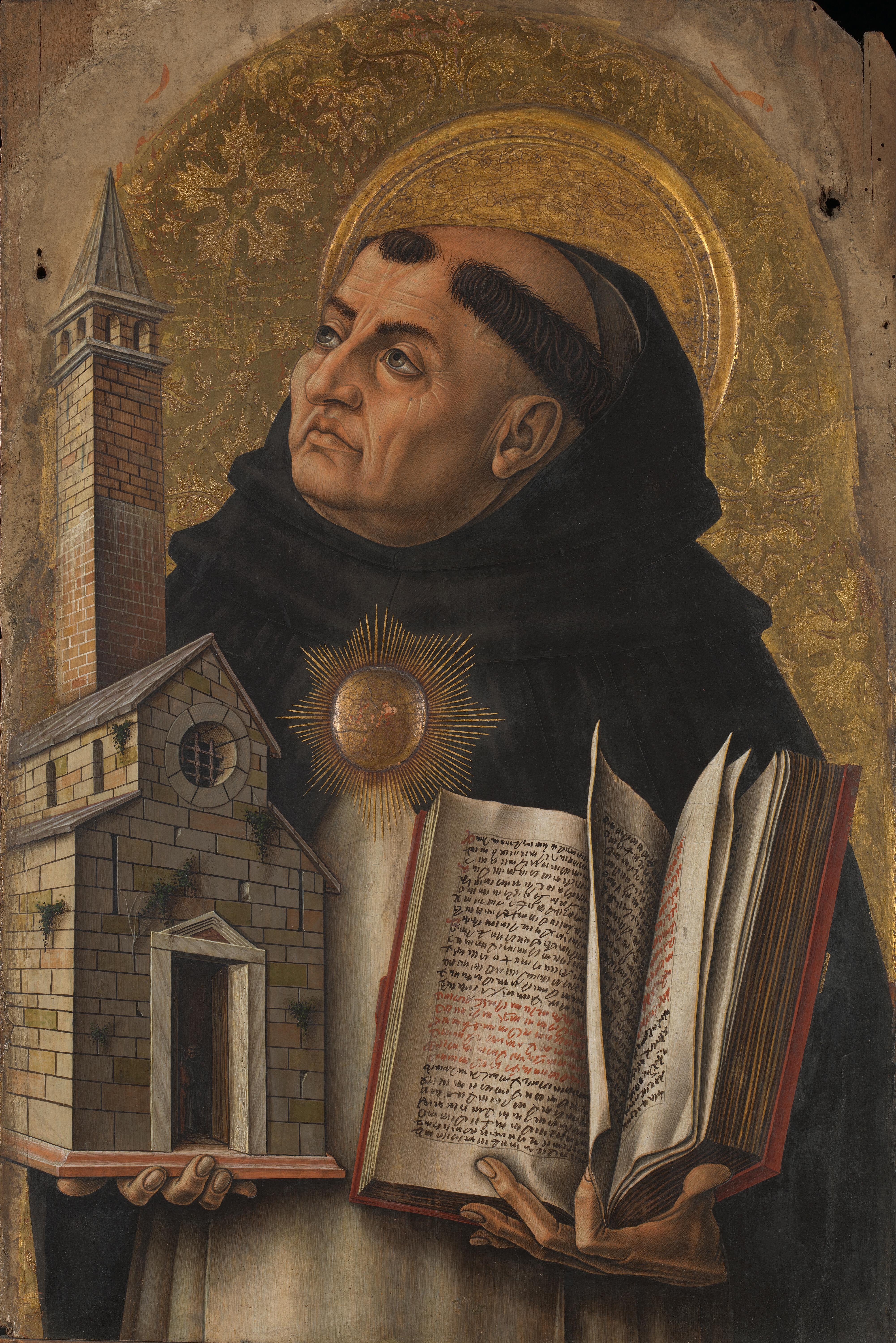
القديس توما الأكويني

### دانز سكوطس
اعتبر الفيلسوف اللاهوتي المدرسي دانز سكوطس حب الله الالتزام الأخلاقي الوحيد الذي لم يستطع الله سلبه من البشر، وذلك لأن الله هو أكثر الأشياء تحببًا. يرى سكوطس أن الحق الطبيعي (بالمعنى الدقيق للكلمة) لا يتضمن سوى الحقيقي بديهيًا ومنطقيًا، أي حتى الله غير قادر على جعل هذه المعلومات خاطئة. ما يعني أن أوامر الحق الطبيعي غير معتمدة على إرادة الله، وبالتالي مشكلة للوصايا الثلاثة الأولى من الوصايا العشرة. لا تنتمي الوصايا السبعة الأخيرة من الوصايا العشرة إلى الحق الطبيعي بالمعنى الحرفي. بينما تُعتبر واجباتنا تجاه الله غنية عن البيان وحقيقية بطبيعتها وغير قابلة للتغيير حتى من قبل الله، تُعتبر واجباتنا تجاه الآخرين موصى بها تعسفًا من قبل الله ومشمولة بحدود سلطته لإبطالها واستبدالها (وعلى الرغم من ذلك، يُعتبر تكريم يوم السبت وإبقاءه مقدسًا مزيجًا من الاثنين، أي أننا ملزمون تمامًا بعبادة الله، لكن لا وجود لأي إلزام في الحق الطبيعي للقيام بذلك في أي يوم). لاحظ سكوطس أن الوصايا السبعة الأخيرة «متفقة بشدة مع [الحق الطبيعي] مع أنها لا تُستقى بالضرورة من المبادئ العملية الأولى المعروفة بموجب شروطها ومدركة من قبل أي مفكر [عارف لمفاهيمها]. ومما لا شك فيه أن جميع تعاليم الجدول الثاني منتمية للحق الطبيعي بهذه الطريقة الثانية، نظرًا لتوافق استقامتها مع المبادئ العملية الأولى المعروفة بالضرورة». يبرر سكوطس موقفه بمثال عن مجتمع مسالم، مشيرًا إلى أن حيازة الممتلكات الخاصة لا يعني بالضرورة وجود المجتمع المسالم لكنه يُسهل جعل «أصحاب الشخصية الضعيفة» مسالمين من خلال الملكية الخاصة. وبالتالي، تنتمي الوصايا السبعة الأخيرة إلى الحق الطبيعي باستقامتها وليس بتعريفها، أي ليس بالمعنى الدقيق للكلمة.

### القديس توما الأكويني
اعتُبر الأكويني بصفته منظرًا في الحق الطبيعي غير مؤمن بأن الأخلاق موصى بها من قبل الله. دافعت كيلي جيمس كلارك وآن بورتينغا عن نظرية الأمر الإلهي استنادًا إلى نظرية الأكويني الأخلاقية. طرح الأكويني نظرية الحق الطبيعي التي أكدت أن كل ما هو أخلاقي يعمل لتحقيق غاية الوجود الإنساني، وبذلك يمكن للطبيعة البشرية تحديد ما هو أخلاقي. جادلت كل من كلارك وبورتينغا أن الله هو خالق الطبيعة البشرية وهو الآمر بأخلاقيات معينة؛ وبالتالي لا يمكنه تغيير ما هو صواب أو خطأ بالنسبة للبشر بشكل تعسفي.

### إيمانويل كانط
اعتبر العديد من الأشخاص، مثل عالم الأخلاق جون ر. م. هاير، رؤية كانط للأخلاق الواجبة بمثابة رفض لنظرية الأمر الإلهي. نُظر إلى رؤية كانط القائلة إن الضرورة الحتمية هي من تحدد الأخلاق -ملزمة بالقانون الأخلاقي بدلًا من التصرف وفقًا لغاية محددة- على أنها رؤية متعارضة مع نظرية الأمر الإلهي. لاحظ الفيلسوف واللاهوتي جون إي. هاير رؤية بعض الفلاسفة لنظرية الأمر الإلهي على أنها مثال لإرادة كانط التابعة -الدوافع باستثناء القانون الأخلاقي الذي اعتبره كانط غير أخلاقي. اعتبر الفيلسوف الأمريكي لويس وايت بيك حجة كانط بمثابة دحض للنظرية القائلة إن الأخلاق معتمدة على السلطة الإلهية. فيما طعن جون إي. هاير بهذا الرأي، وذلك بحجة توافق الأخلاقيات الكانطية مع نظرية الأمر الإلهي.